# Магдалена Малеєва
Магдалена Малеєва (болг. Магдалена Георгиева Малеева, нар. 1 квітня 1975) — колишня болгарська тенісистка, одна з трьох сестер Малеєвих, кожна з який підіймалася в чільну десятку рейтингу WTA.  Магдалена досягла 4-ї сходинки 29 січня 1996 року. Інші дві сестри — Мануела Малеєва та Катерина Малеєва. 

## Фінали турнірів WTA

### Одиночний розряд: 21 (10–11)
| Перемога — Легенда            |
| ----------------------------- |
| Турніри Великого шолома (0–0) |
| Турніри WTA Tour (0–0)        |
| Tier I (2–3)                  |
| Tier II (2–4)                 |
| Tier III (3–3)                |
| Tier IV (1–0)                 |
| Tier V (2–1)                  |

| Результат | Ранг | Дата              | Турнір                              | Покриття   | Опонент                   | Рахунок            |
| --------- | ---- | ----------------- | ----------------------------------- | ---------- | ------------------------- | ------------------ |
| Поразка   | 1.   | 28 квітня 1991    | Bol, Yugoslavia                     | Ґрунт      | Сандра Чеккіні            | 4–6, 6–3, 5–7      |
| Перемога  | 1.   | 27 липня 1992     | Сан-Марино, Сан-Марино              | Ґрунт      | Federica Bonsignori       | 7–6(7–3), 6–4      |
| Поразка   | 2.   | 10 січня 1993     | Брисбейн, Австралія                 | Тверде     | Кончіта Мартінес          | 3–6, 4–6           |
| Перемога  | 2.   | 25 вересня 1994   | Moscow, Росія                       | Килим (i)  | Сандра Чеккіні            | 7–5, 6–1           |
| Перемога  | 3.   | 9 жовтня 1994     | Zurich Open, Швейцарія              | Килим (i)  | Наташа Звєрєва            | 7–5, 3–6, 6–4      |
| Перемога  | 4.   | 12 лютого 1995    | Чикаго, USA                         | Килим (i)  | Ліза Реймонд              | 7–5, 7–6(7–2)      |
| Поразка   | 3.   | 5 квітня 1995     | Volvo Car Open, USA                 | Ґрунт      | Кончіта Мартінес          | 1–6, 1–6           |
| Поразка   | 4.   | 21 травня 1995    | German Open, Німеччина              | Ґрунт      | Аранча Санчес Вікаріо     | 4–6, 1–6           |
| Перемога  | 5.   | 24 вересня 1995   | Moscow, Росія                       | Килим (i)  | Макарова Олена Олексіївна | 6–4, 6–2           |
| Поразка   | 5.   | 1 жовтня 1995     | Лейпціг, Німеччина                  | Килим (i)  | Анке Губер                | W/O                |
| Перемога  | 6.   | 5 листопада 1995  | Bank of the West Classic, USA       | Килим (i)  | Суґіяма Ай                | 6–3, 6–4           |
| Поразка   | 6.   | 26 травня 1996    | Мадрид, Іспанія                     | Ґрунт      | Яна Новотна               | 6–4, 4–6, 3–6      |
| Перемога  | 7.   | 21 листопада 1999 | Pattaya Women's Open, Таїланд       | Тверде     | Анна Кремер               | 4–6, 6–1, 6–2      |
| Поразка   | 7.   | 1 жовтня 2000     | BGL Luxembourg Open, Люксембург     | Килим (i)  | Дженніфер Капріаті        | 6–4, 1–6, 4–6      |
| Поразка   | 8.   | 18 лютого 2001    | Nice, Франція                       | Килим (i)  | Амелі Моресмо             | 2–6, 0–6           |
| Перемога  | 8.   | 22 квітня 2001    | Hungarian Ladies Open, Угорщина     | Ґрунт      | Анна Кремер               | 3–6, 6–2, 6–4      |
| Поразка   | 9.   | 30 вересня 2001   | Лейпціг, Німеччина                  | Килим (i)  | Кім Клейстерс             | 1–6, 1–6           |
| Перемога  | 9.   | 6 жовтня 2002     | Moscow, Росія                       | Килим (i)  | Ліндсі Девенпорт          | 5–7, 6–3, 7–6(7–4) |
| Поразка   | 10.  | 27 жовтня 2002    | BGL Luxembourg Open, Люксембург     | Тверде (I) | Кім Клейстерс             | 1–6, 2–6           |
| Перемога  | 10.  | 15 червня 2003    | Birmingham Classic, Велика Британія | Трава      | Асагое Сінобу             | 6–1, 6–4           |
| Поразка   | 11.  | 8 лютого 2004     | Toray Pan Pacific Open, Японія      | Килим (i)  | Ліндсі Девенпорт          | 4–6, 1–6           |

### Парний розряд: 10 (5–5)
| Перемога — Легенда            |
| ----------------------------- |
| Турніри Великого шолома (0–0) |
| Турніри WTA Tour (0–0)        |
| Tier I (1–1)                  |
| Tier II (2–1)                 |
| Tier III (1–3)                |
| Tier IV (0–0)                 |
| Tier V (1–0)                  |

| Результат | Ранг | Дата            | Турнір                                                               | Покриття  | Партнер                       | Опоненти                                                       | Рахунок            |
| --------- | ---- | --------------- | -------------------------------------------------------------------- | --------- | ----------------------------- | -------------------------------------------------------------- | ------------------ |
| Перемога  | 1.   | 28 квітня 1991  | Bol, Yugoslavia                                                      | Ґрунт     | Лаура Голарса                 | Сандра Чеккіні Лаура Гарроне                                   | W/O                |
| Поразка   | 1.   | 14 лютого 1993  | Osaka, Японія                                                        | Килим (i) | Мануела Малеєва               | Яна Новотна Лариса Савченко-Нейланд                            | 1–6, 3–6           |
| Поразка   | 2.   | 25 квітня 1993  | Барселона, Іспанія                                                   | Ґрунт     | Мануела Малеєва               | Кончіта Мартінес Аранча Санчес Вікаріо                         | 6–4, 1–6, 0–6      |
| Перемога  | 2.   | 17 лютого 2002  | Diamond Games, Бельгія                                               | Килим (i) | Патті Шнідер                  | Наталі Деші Мейлен Ту                                          | 6–3, 6–7(3–7), 6–3 |
| Поразка   | 3.   | 23 червня 2002  | Rosmalen Grass Court Championships, Нідерландські Антильські острови | Трава     | Б'янка Ламаде                 | Кетрін Берклей Martina Müller                                  | 4–6, 5–7           |
| Перемога  | 3.   | 30 березня 2003 | Мастерс Маямі, USA                                                   | Тверде    | Лізель Губер                  | Асагое Сінобу Міягі Нана                                       | 6–4, 3–6, 7–5      |
| Перемога  | 4.   | 4 травня 2003   | Warsaw Open, Польща                                                  | Ґрунт     | Лізель Губер                  | Елені Даніліду Франческа Ск'явоне                              | 3–6, 6–4, 6–2      |
| Поразка   | 4.   | 10 січня 2004   | Brisbane International, Австралія                                    | Тверде    | Лізель Губер                  | Кузнецова Світлана Олександрівна Лиховцева Олена Олександрівна | 3–6, 4–6           |
| Поразка   | 5.   | 8 лютого 2004   | Toray Pan Pacific Open, Японія                                       | Килим (i) | Лиховцева Олена Олександрівна | Кара Блек Ренне Стаббс                                         | 0–6, 1–6           |
| Перемога  | 5.   | 8 січня 2005    | Brisbane International, Австралія                                    | Тверде    | Лиховцева Олена Олександрівна | Марія Елена Камерін Сільвія Фаріна-Елія                        | 6–3, 5–7, 6–1      |

- W/O = Walk Over

## Фінали ITF

### Одиночний розряд: 2 (1–1)
| Легенда          |
| ---------------- |
| Турніри $100,000 |
| Турніри $75,000  |
| Турніри $50,000  |
| Турніри $25,000  |
| Турніри $15,000  |
| Турніри $10,000  |

| Результат | Ранг | Дата          | Турнір                  | Покриття   | Опонент in the final | Рахунок in the final |
| --------- | ---- | ------------- | ----------------------- | ---------- | -------------------- | -------------------- |
| Поразка   | 1.   | 9 квітня 1989 | Барі, Італія            | Ґрунт      | Eva Maria Schuerhof  | 6–2, 1–6, 6–7(5–7)   |
| Перемога  | 1.   | 5 грудня 1999 | Cergy-Pontoise, Франція | Тверде (I) | Седа Норландер       | 6–1, 6–4             |

### Парний розряд: 1 (1–0)
| Легенда          |
| ---------------- |
| Турніри $100,000 |
| Турніри $75,000  |
| Турніри $50,000  |
| Турніри $25,000  |
| Турніри $15,000  |
| Турніри $10,000  |

| Результат | Ранг | Дата            | Турнір                | Покриття  | Партнер          | Опоненти in the final          | Рахунок in the final |
| --------- | ---- | --------------- | --------------------- | --------- | ---------------- | ------------------------------ | -------------------- |
| Перемога  | 1.   | 25 березня 1990 | Мулен (Альє), Франція | Килим (I) | Andrea Strnadová | Valerie Ledroff Паскаль Параді | 3–6, 6–1, 6–1        |

## Виступи в одиночних турнірах Великого шолома
| Турнір                           | 1989  | 1990  | 1991  | 1992  | 1993  | 1994  | 1995  | 1996  | 1997  | 1998  | 1999  | 2000  | 2001  | 2002  | 2003  | 2004  | 2005  | Career SR | Career Перемоги-Поразки |
| -------------------------------- | ----- | ----- | ----- | ----- | ----- | ----- | ----- | ----- | ----- | ----- | ----- | ----- | ----- | ----- | ----- | ----- | ----- | --------- | ----------------------- |
| Австраліяn Open                  | A     | К2р   | 4R    | 1р    | 4R    | 4R    | 1р    | A     | A     | 1р    | A     | 1р    | 1р    | 4R    | 3р    | 2р    | 3р    | 0 / 12    | 17–12                   |
| French Open                      | К1р   | 3р    | 1р    | 3р    | 4R    | 1р    | 2р    | 4R    | 1р    | A     | 1р    | 3р    | 1р    | 1р    | 4R    | 4R    | 2р    | 0 / 15    | 20–15                   |
| Вімблдонський турнір             | A     | 2р    | 1р    | 1р    | 3р    | 2р    | A     | 2р    | 3р    | A     | A     | 2р    | 4R    | 4R    | 2р    | 4R    | 4R    | 0 / 13    | 21–13                   |
| Відкритий чемпіонат США з тенісу | К1р   | 1р    | 2р    | ЧФ    | 4R    | 4R    | 2р    | 1р    | 3р    | A     | A     | 2р    | 2р    | 3р    | 1р    | 2р    | 2р    | 0 / 14    | 20–14                   |
| SR                               | 0 / 0 | 0 / 3 | 0 / 4 | 0 / 4 | 0 / 4 | 0 / 4 | 0 / 3 | 0 / 3 | 0 / 3 | 0 / 1 | 0 / 1 | 0 / 4 | 0 / 4 | 0 / 4 | 0 / 4 | 0 / 4 | 0 / 4 | 0 / 54    | 78–54                   |
| Рік End Рейтингing               | 216   | 73    | 38    | 20    | 16    | 11    | 6     | 19    | 36    | 115   | 89    | 22    | 16    | 14    | 30    | 25    | 52    |           |                         |

## Результати з гравцями першої 10-ки
- Чанда Рубін 7–1
- Марі П'єрс 4–2
- Аранча Санчес Вікаріо 4–5
- Суґіяма Ай 4–7
- Бренда Шульц-Маккарті 3–1
- Алісія Молік 3–2
- Паола Суарес 3–2
- Гелена Сукова 3–2
- Вінус Вільямс 3–3
- Ліндсі Девенпорт 3–3
- Патті Шнідер 3–4
- Анке Губер 3–6
- Сандрін Тестю 2–0
- Катаріна Ліндквіст 2–0
- Зіна Гаррісон 2–1
- Лорі Макніл 2–1
- / Наташа Звєрєва 2–1
- Жулі Алар-Декюжі 2–1
- Дементьєва Олена В'ячеславівна 2–2
- Пем Шрайвер 2–2
- Каріна Габшудова 2–3
- / Мартіна Навратілова 2–4
- Наталі Тозья 2–7
- Дженніфер Капріаті 2–8
- Флавія Пеннетта 1–0
- Маріон Бартолі 1–0
- Габріела Сабатіні 1–0
- Барбара Паулюс 1–1
- / Єлена Докич 1–1
- Домінік Монамі 1–1
- Курникова Анна Сергіївна 1–1
- Франческа Ск'явоне 1–1
- / Єлена Янкович 1–1
- Дате-Крумм Кіміко 1–2
- Чакветадзе Анна Джамбулілівна 1–2
- Мері Джо Фернандес 1–3
- Даніела Гантухова 1–3
- Жустін Енен 1–3
- Аманда Кетцер 1–4
- Іва Майолі 1–4
- // Моніка Селеш 1–4
- Мискіна Анастасія Андріївна 1–4
- Яна Новотна 1–5
- Амелі Моресмо 1–6
- Кончіта Мартінес 1–11
- Барбара Шетт 0–1
- Сафіна Дінара Мубінівна 0–1
- Петрова Надія Вікторівна 0–2
- / Мануела Малеєва 0–2
- Кузнецова Світлана Олександрівна 0–2
- Катарина Малеєва 0–4
- Серена Вільямс 0–4
- Мартіна Хінгіс 0–5
- Кім Клейстерс 0–6
- Штеффі Граф 0–8